# カストレーロ・ド・バル

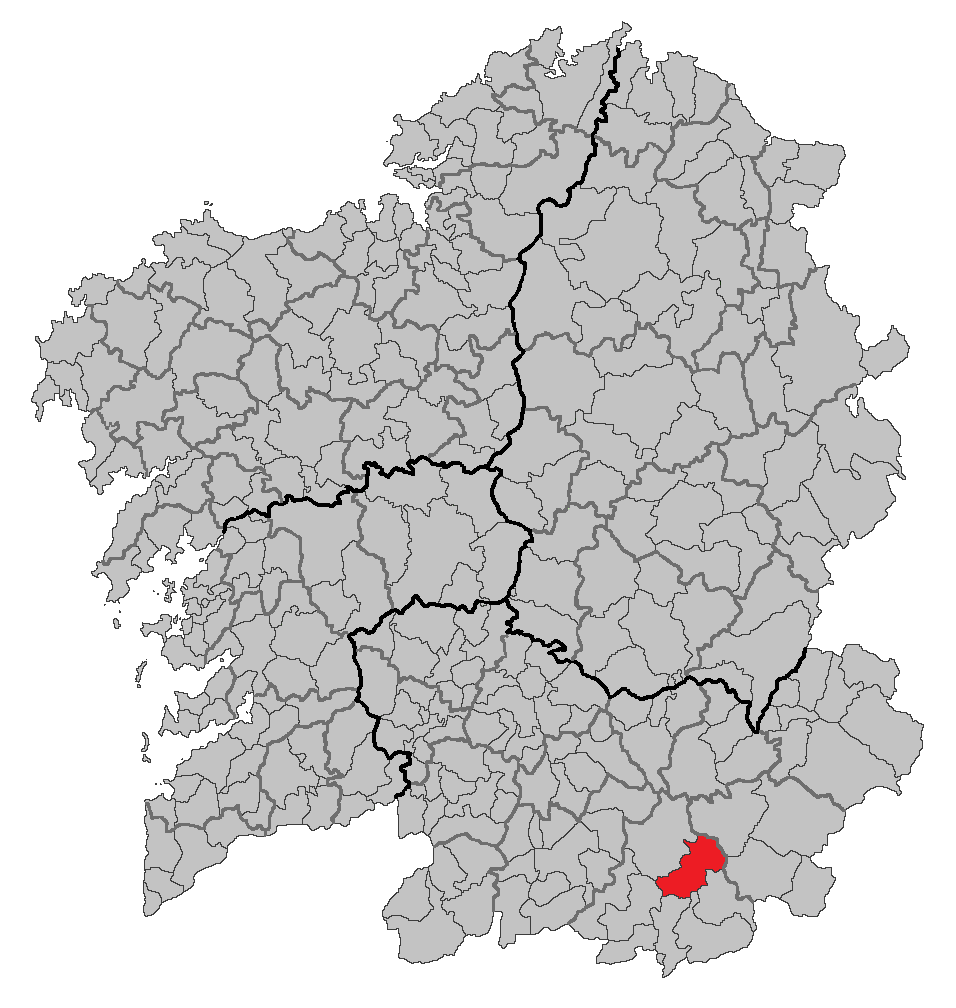

カストレーロ・ド・バル（Castrelo do Val）は、スペイン・ガリシア州オウレンセ県のムニシピオ（基礎自治体）。コマルカ・デ・ベリンに属する。ガリシア統計局によれば、2011年の人口は1,177人（2010年：1,199人、2009年：1,241人、2008年：1,240人、2003年:1,263人）。
住民呼称は、規範では認められていないが男女同形のvalenseがつかわれる。カスティーリャ語表記はCastrelo del Valle（カストレーロ・デル・バジェ）。
ガリシア語話者の自治体人口に占める割合は99.29％（2001年）。

## 地理
カストレーロ・ド・バルはオウレンセ県の南東部に位置し、コマルカ・デ・ベリンに属する。北はビラリーニョ・デ・コンソと、東はア・グディーニャとリオスと、南はビラルデボスとベリンと、西はモンテレイとラサの各自治体と隣接、自治体中心地区はカストレーロ・ド・バル教区のカストレーロ・ド・バル地区。 
カストレーロ・ド・バルは北東部はカベサ・デ・マンサネーダ山とケイシャ山地の、南西部はタメガ川の谷（あるいは、ベリン、モンテレイの間に位置する。最高地点はカベサ・デ・バルデフェイラ山（1,288m）、ペーニャ・ノフレ山（1,291）、カベソ・ド・ソグラル山（1,369m）などで、最も低いところでも海抜400mを下らない。タメガ川は自治体内を北から南へと流れ、カンバ川にはアス・ポルタス湖が形成されている。
年平均気温は9°Cで、最も気温が高い時と低い時の温度差は14°C程となっている。年降水量は多く、平均1,700mmほどである。
オウレンセからサモーラへの鉄道路線が自治体内を通っている。
カストレーロ・ド・バルはベリン司法管轄区に属す。

### 人口
住民は9の教区の16の地区（集落）に居住する。
| カストレーロ・ド・バルの人口推移 1900－2010             |
|                                                         |
| 出典:INE（スペイン国立統計局）1900年 - 1991年、1996年 - |

## 歴史
1842年までは単にカストレーロと呼ばれていたが、カストレーロ・デ・ミーニョと区別するために、"del Valle"が付け加えられた。20世紀末に自治体名称がガリシア語化され、現在の名称カストレーロ・ド・バルとなった。

## 政治
自治体首長は、ガリシア社会党（PSdeG-PSOE）のビセンテ・ゴメス・ガルシーア（Vicente Gómez García）、自治体評議員は、ガリシア社会党：6、ガリシア国民党（PPdeG）：3となっている（2011年5月22日の自治体選挙結果、得票順）。
| 1999年6月13日自治体選挙 |        |        |          |
| 政党                    | 得票数 | 得票率 | 獲得議席 |
| PSdeG-PSOE              | 539    | 50.80% | 5        |
| PPdeG                   | 430    | 40.53% | 4        |
| BNG                     | 92     | 8.67%  | 0        |

| 2003年5月25日自治体選挙 |        |        |          |
| 政党                    | 得票数 | 得票率 | 獲得議席 |
| PSdeG-PSOE              | 584    | 59.65% | 6        |
| PPdeG                   | 337    | 34.42% | 3        |
| BNG                     | 53     | 5.41%  | 0        |

| 2007年5月27日自治体選挙 |        |        |          |
| 政党                    | 得票数 | 得票率 | 獲得議席 |
| PSdeG-PSOE              | 635    | 67.77% | 6        |
| PPdeG                   | 179    | 19.10% | 2        |
| BNG                     | 122    | 13.02% | 1        |

| 2011年5月22日自治体選挙 |        |        |          |
| 政党                    | 得票数 | 得票率 | 獲得議席 |
| PSdeG-PSOE              | 506    | 56.41% | 6        |
| PPdeG                   | 308    | 34.34% | 3        |
| BNG                     | 76     | 8.47%  | 0        |

## 教区
カストレーロ・ド・バルは9の教区に分けられている。太字は自治体中心地区のある教区l。
- カンポベセーロス（サンティアーゴ）
- カストレーロ・ド・バル（サンタ・マリーア）
- ゴンドゥルフェス（サンタ・クルス）
- ノセード・ド・バル（サン・サルバドール）
- パラーダ・ダ・セラ（サン・ルーカス）
- ペピン（サン・ビセンテ）
- ピオルネード（サンタ・エウフェミア）
- ポルトカンバ（サン・ミゲル）
- セルボイ（サンタ・マリーア）